# Liotyphlops albirostris
Liotyphlops albirostris är en kräldjursart som beskrevs av Peters 1857. Liotyphlops albirostris ingår i släktet Liotyphlops och familjen Anomalepididae. Inga underarter finns listade i Catalogue of Life.
Arten förekommer i södra Centralamerika och norra Sydamerika från Costa Rica till Ecuador och Brasilien. Honor lägger ägg.